# Rubem Fonseca
Rubem Fonseca (11. května 1925 Juiz de Fora, Minas Gerais, Brazílie – 15. dubna 2020 Rio de Janeiro) byl brazilský spisovatel.

## Život
Většinu svého života žil v Rio de Janeiru. V roce 1952 začal pracovat u policie.
V roce 2012 se stal prvním laureátem chilské literární ceny Premio Iberoamericano de Narrativa Manuel Rojas.

## Dílo
- Seznam děl v Souborném katalogu ČR, jejichž autorem nebo tématem je Rubem Fonseca

Svou spisovatelskou dráhu zahájil povídkami, které jsou obvykle považovány za nejvýznamnější část jeho díla.

### České překlady
- Mocné vášně a nedokonalé myšlenky (Vastas emoções e pensamentos imperfeitos, 1988, česky 2006 v překladu Pavly Lidmilové, ISBN 80-7203-763-3)
- Černý román a jiné povídky (Romance negro e outras histórias, 1992, česky 2001 v překladu Šárky Grauové a Pavly Lidmilové, ISBN 80-7203-344-1)

### Další významná díla
- A grande arte, 1983
- Agosto, 1990